# Radio Studio Nord
Radio Studio Nord, nota anche come RSN, è un'emittente radiofonica privata italiana con sede a Tolmezzo, provincia di Udine, nella regione autonoma Friuli-Venezia Giulia.
Gli studi sono ubicati nella frazione tolmezzina di Caneva in via monte Grappa nr. 7.

## Storia[2]
Nasce a Caneva di Tolmezzo nel 1978 dall'intuizione di un gruppo di amici, capitanati da Luigi Muner, con a disposizione una serie limitata di mezzi tecnici per la diffusione del segnale.
Il 18 luglio 1981 si costituisce la società Radio Studio Nord snc e con l'occasione viene ideata e registrata la nuova testata giornalistica presso il Tribunale di Tolmezzo con l'acquisto di un nuovo trasmettitore per ampliare il raggio di diffusione del segnale. 
Nel 1984 dalla sede provvisoria la radio si trasferisce in quella di via monte Grappa 7, al 2º piano, nella quale sono attivi due studi regia, la redazione, l’ufficio pubblicità e l'amministrazione.
Nel 1994 viene creata la redazione giornalistica, ampliato il numero dei conduttori e ulteriori investimenti sono stati messi in atto per l'acquisto di moderni apparati tecnici tra i quali gli, ancora rari, software DRS Digital System.
Dal 12 giugno 1995 la radio diventa la voce dell'Alto Friuli con la sua redazione giornalistica e la nomina del direttore responsabile Lucio Cimiotti.
Da marzo 2005 la direzione artistica viene curata da Giancarlo Benzo e l'emittente diventa "Studio Nord HIT Station" entrando in un processo di aggiornamento strutturale in continuo miglioramento.
Dal 1º luglio 2007 il nuovo slogan di Studio Nord Hit Station è: "più musica di tutti". 
Nel settembre 2015 nasce "RSN NEWS" (poi Studio Nord News) sito interamente curato dalla testata giornalistica, che pubblica le notizie riguardanti la zona che va da San Daniele al Cadore e al Tarvisiano.
Nell'agosto del 2016 l'emittente compie 35 anni di attività ed organizza per il 25 dello stesso mese una festa nel cuore di Tolmezzo con il ritrovo degli attuali e degli ex collaboratori. Nell’occasione è stato presentato il nuovo sito internet della radio curato dal nuovo direttore artistico Cristian Comelli, e l'App per seguirla a portata di smartphone.
Nel febbraio 2017 il cambio totale del palinsesto. Viene tolto lo slogan "hit station" e aggiunto il clame "E Dove Sennò?", rinnovato l'intero parco jingle e liner, i giornali radio passano da "Block Notes" a "Studio Nord News" unificando il nome delle notizie di Studio Nord in radio e sul web.
Il 1º gennaio 2020 l'app si aggiorna e si aggiungono 3 Webradio tematiche dedicate agli anni '80, '90 e al rock con tutte le copertine originali dei singoli.
Nell'estate del 2020 durante la pandemia da Covid 19, la Radio si inventa "La Radiomobile" ovvero un furgone sonorizzato con a bordo 2 DJ che si muove lungo i centri e le frazioni dei comuni dell'Alto Friuli, e il Fantacarnico, ovvero una versione virtuale del Fantacalcio applicata alla 1ª categoria del Campionato Carnico.
Il 1º gennaio 2021 si aggiunge lo slogan "Si sente, si vede, si legge" in quanto sono sempre più regolari anche le trasmissioni in video raggiungibili senza nessuna iscrizione sul sito www.rsn.it
Il 18 luglio 2021 Radio Studio Nord compie 40 anni

## Programmi di successo[4]
- 5 Years
- A tutto carnico
- Alma latina
- Block notes
- Coming Soon Radio
- Communication
- Every Day One Dj
- La locandina
- L'oroscopo
- Il Meteo
- Out party
- Radioattiva
- RNS buongiorno
- RNS notte
- Studio Nord partita party
- Weekend dance

## Speaker[5]
- Pietro Berti
- Cris
- Renato Damiani
- Paolo De Contis
- Massimo Di Centa
- Yuma
- Moreno
- Eric Navarra
- Luigi Ongaro
- Michele Patatti
- Bruno Tavosanis
- Tez
- David Zanirato